# Ringstorp

Lage des Stadtbezirks Ringstorp in Helsingborg.

Ringstorp ist ein Stadtteil im Nordosten der schwedischen Stadt Helsingborg. Ringstorp liegt im gleichnamigen, etwa 2.800 Einwohner (Stand 2005) zählenden Stadtbezirk. 
Der Viertel entstand im Rahmen des sogenannten Millionenprogramms, einem Bauprojekt der schwedischen Regierung der 1960er und 70er Jahre.
In dem Wohnviertel mit rund 2.800 Einwohnern gibt es eine Grundschule (Klasse 1–6), einen Kindergarten, die zweitgrößte Stadtteilbibliothek der Stadt und die Kirche St. Anna.
1710 war das Gebiet Austragungsort der Schlacht bei Helsingborg.